# Lijst van dorpen in het district Erode
Dit is een lijst van dorpen in het Indiase Erode, een district in Tamil Nadu, India.
- Ammapettai
- Anthiyur
- Appakudal
- Arachalur
- Ariyappampalayam
- Athani
- Avalpoondurai
- Bhavani
- Bhavanisagar
- Brahmana Periya-Agraharam
- Chennasamudram
- Chennimalai
- Chithode
- Elathur
- Elumathur
- Erode (stad)
- Gobichettipalayam
- Jambai
- Kanjikoil
- Karumandi Chellipalayam
- Kasipalayam (Erode)
- Kasipalayam (Gobi)
- Kembainaickenpalayam
- Kilampadi
- Kodumudi
- Kolappalur
- Kollankoil
- Kuhalur
- Lakkampatti
- Mettunasuvanpalayam
- Modakurichi
- Moolapalayam
- Mukasipidariyur
- Nallampatti
- Nambiyur
- Nasiyanur
- Nerunjipettai
- Olagadam
- Ottapparai
- P.Mettupalayam
- Pallapalayam
- Pasur
- Periyakodiveri
- Periyasemur
- Perumalmalai
- Perundurai
- Pethampalayam
- Punjaipuliampatti
- Salangapalayam
- Sathyamangalam
- Sivagiri
- Surampatti
- Suriyampalayam
- Transport Nagar
- Unjalaur
- Vadugapatti
- Vaniputhur
- Veerappanchatram
- Vellottamparappu
- Vengampudur
- Vijayapuri